# San Pedro del Gallo (kommun)
San Pedro del Gallo är en kommun i Mexiko.   Den ligger i delstaten Durango, i den centrala delen av landet, 900 km nordväst om huvudstaden Mexico City. Antalet invånare är 1 709. Arean är 2 008 kvadratkilometer.
Terrängen i San Pedro del Gallo är kuperad.
Följande samhällen finns i San Pedro del Gallo:
- San Pedro del Gallo
- El Casco
- Cuba